# Jim Magrane
James Eugene Magrane (Ottumwa, 23 luglio 1978) è un ex giocatore di baseball statunitense.

## Carriera
Magrane viene scelto al 33º giro dai New York Mets nel draft di giugno 1996, quando giocava con la squadra dell'high school della sua città natale, Ottumwa, in Iowa.
Ha frequentato la Iowa University prima di giocare nelle Minor americane con l'organizzazione dei Tampa Bay Rays. Ha vestito le casacche di Charleston (A), poi Orlando, Montgomery e Harrisburg in Doppio A, Durham e Columbus in Triplo A, Long Island e Somerset in Independent League.
Ha giocato inoltre in campionati asiativi, precisamente a Taiwan nella Chinese Professional Baseball League (2010 e 2012) e in Corea. Nelle Taiwan Series 2010 si è aggiudicato il trofeo di MVP.
Nel 2013 viene ingaggiato come lanciatore straniero dalla T&A San Marino. Dopo un inizio di stagione difficoltoso, Magrane si impone in semifinale contro Bologna ed è assoluto protagonista nella rimonta delle Italian Baseball Series contro Rimini, risultando il lanciatore vincente in gara-3 e gara-5, aggiudicandosi anche il riconoscimento quale MVP delle serie finali.
Quella di San Marino è stata la sua ultima parentesi da giocatore.
Suo zio, Joe Magrane, è stato lanciatore in MLB ed è ora commentatore televisivo.

## Palmarès
- Campionati italiani: 1

San Marino: 2013